# أداد قصير الحراشف
الأداد قصير الحراشف أو الثُغام قصير الحراشف أو الأشخيص قصير الحراشف (باللاتينية: Carlina brachylepis) نوع نباتي ينتمي إلى جنس الأداد من الفصيلة النجمية.

## الموئل والانتشار
موطنه المغرب العربي.

## مرادفات للاسم العلمي
- (باللاتينية: Carlina involucrata var. brachylepis Batt.)